# 小行星5414
小行星5414（英語：5414 Sokolov）是一颗围绕太阳公转的小行星。1977年9月11日，尼古拉·切爾尼赫在克里米亚发现了此天体。
这颗小行星的绝对星等为330.70798等。